# Émission de radio

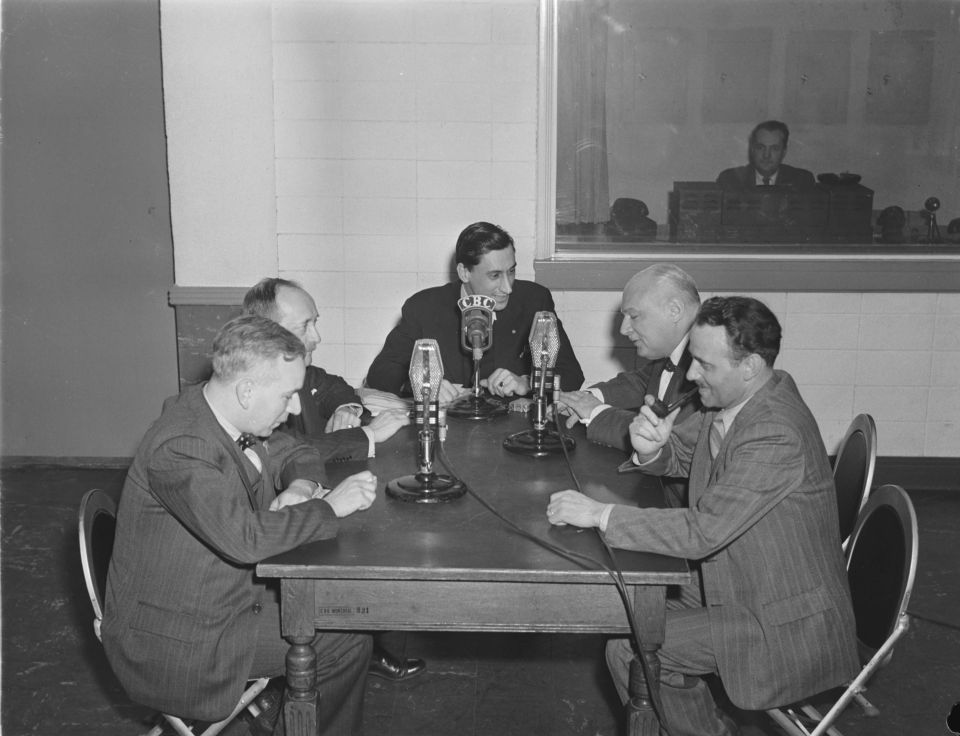
Le 22 février 1945, groupe de quatre invités en studio avec l’animateur Roger Baulu durant l’émission Le Mot S.V.P. diffusée par C.B.C. (Radio-Canada) à Montréal.

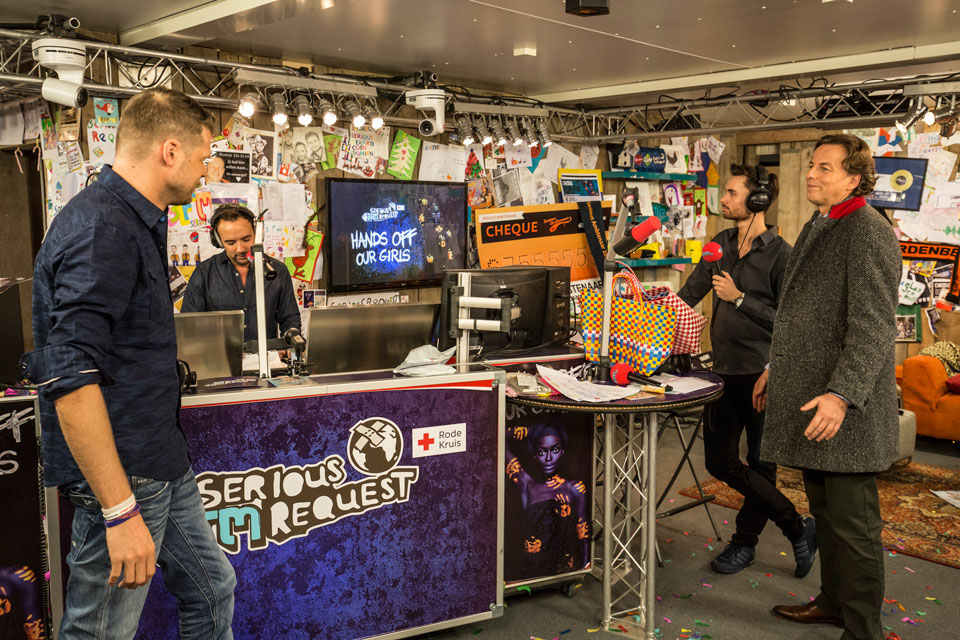
Aux Pays-Bas, le ministre des Affaires étrangères Bert Koenders (droite) arrive pour l'émission Serious Request, en 2015.

Une émission de radio est effectuée depuis une station de radio, c'est-à-dire une installation qui assure une transmission du son par rayonnement hertzien, incluant éventuellement un codage numérique, via les satellites, le câble ou les émetteurs au sol. Pour les programmes radio véhiculés par internet, on parle plus volontiers d'émission de webradio.
Le contenu d'une émission de radio est variable, assujetti à une grille périodique de programmes pouvant comporter par exemple de l'information, des documentaires, des magazines thématiques, des entretiens, des enregistrements de musique de divertissement, des retransmissions de concerts de musique classique, d'opéras, des œuvres de fiction telles que des pièces de théâtre.
Une émission débute en général par un générique qui contient un indicatif musical.
En France, la première émission de radio est lancée le 24 décembre 1921 par Radio Tour Eiffel. À cette période où la radio débute en tant que média de masse, les stations de radio n'émettent que quelques heures par jour à des moments précis, pour diffuser leur(s) émission(s).
Certaines émissions de radio rencontrant un grand succès sont reconduites pendant des années, voire des décennies sur la même station.